# Гуп (село)

Монумент в память о крушении Ми-8, вылетевшего из села во время осады Ткварчели

Гуп (абх. Гәыҧ, груз. გუფი) — село в Абхазии, в Очамчырском районе частично признанной Республики Абхазия, согласно административному делению Грузии — в Очамчирском муниципалитете Абхазской Автономной Республики. Расположено к северу от райцентра Очамчыра в равнинно-предгорной полосе у подножья Кодорского хребта, вытянуто с юга на север по правому берегу реки Галидзга. До 1955 года в качестве официального названия села использовалась грузинская форма Гупи. В административном отношении село представляет собой административный центр Гупской сельской администрации (абх. Гәыҧ ақыҭа ахадара), в прошлом Гупский сельсовет.

## Границы
На севере границей Гупа служит Кодорский хребет; на северо-западе село (сельская администрация) Гуп граничит с селом (с/а) Арасадзых, на западе — с селом (с/а) Тхина; на востоке — с городом Ткуарчал; на юго-западе — с сёлами (с/а) Акуаскиа и Джал, на юге — по реке Галидзга с сёлами (с/а) Пакуаш Очамчырского района и Ткуарчал Ткуарчалского района.

## Население
Население Гупского сельсовета (включавшего Акуаскиа) по данным переписи 1989 года составляло 1759 человек, по данным переписи 2011 года население сельской администрации Гуп составило 818 человек, в основном абхазы.
| Год переписи | Число жителей                | Этнический состав                                 |
| ------------ | ---------------------------- | ------------------------------------------------- |
| 1886         | 2023 (без Ткуарчала и Тхины) | абхазы 99,5 %; грузины 0,5 %                      |
| 1926         | 2936                         | абхазы 97,2 %; грузины 1,5 %; турки 0,9 %         |
| 1959         | 1984                         | абхазы, грузины в с. Акуаскиа (нет точных данных) |
| 1989         | 1759                         | абхазы, грузины в с. Акуаскиа (нет точных данных) |
| 2011         | 818                          | абхазы 98,5 %, русские 1,0 %, грузины 0,4 %       |

Вплоть до начала XX века в состав Гупской сельской общины входили село Ткуарчал вместе с нынешней территорией города Ткуарчал и часть села Тхина. По данным переписи населения 1886 года в селении Гуп (без Ткуарчала и Тхины) проживало православных христиан — 2004 человека, мусульман-суннитов — 19 человек. По сословному делению в Гупе имелось 69 князей, 50 дворян, 8 представителей православного духовенства, 5 представителей «городских» сословий, 1829 крестьян.
В сталинский период в самый южный гупский посёлок Акуаскиа (Акуаскя) (ныне отдельное село — сельская администрация Акуаскиа) переселяют мегрельских крестьян из Западной Грузии, где впоследствии они составляют большинство населения вплоть до окончания грузино-абхазской войны. После войны местные мегрелы в массе своей покидают село. В ходе войны Акуаски (как южная часть Гупа) неоднократно переходила из рук в руки, территория была сильно заминирована.

## Историческое деление

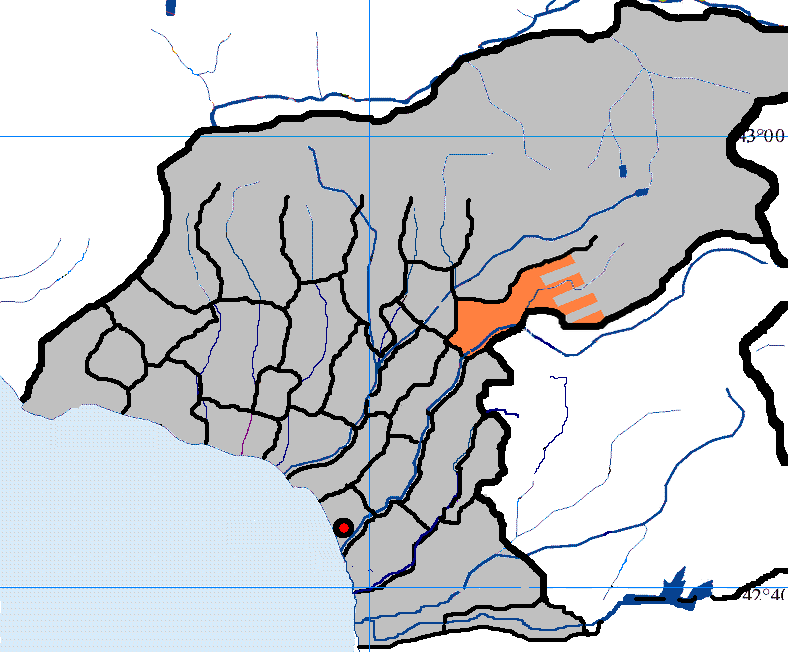
Расположение села Гуп

Село Гуп исторически подразделяется на 7 посёлков (абх. аҳабла):
- Аджампазра
- Ашуаа-Ргуаюа
- Эшкыт
- Заган
- Падгу
- Чацвкыт
- Акуаскиа (ранее)

## Использованная литература
- Кварчия В. Е. Историческая и современная топонимия Абхазии (Историко-этимологическое исследование). — Сухум : Дом печати, 2006. — 328 с.
- Кәарҷиа В. Е. Аҧсны атопонимика. — Аҟәа: 2002. — 686 д. (абх.)